# Guerbigny
Guerbigny é uma comuna francesa na região administrativa de Altos da França, no departamento de Somme. Estende-se por uma área de 8,27 km². Em 2010 a comuna tinha 290 habitantes (densidade: 35,1 hab./km²).